# Fábula de la Bella Palomera
Pour les articles homonymes, voir Palomera (homonymie).
Pour plus de détails, voir Fiche technique et Distribution.
Fábula de la Bella Palomera est un film brésilien réalisé par Ruy Guerra, sorti en 1988.

## Synopsis
Orestes, riche propriétaire d'une entreprise produisant de la cachaça, tombe amoureux de Fulvia. Ils communiquent avec des pigeons pour éviter d'être découverts par le mari de celle-ci.

## Fiche technique
- Titre français : Fábula de la Bella Palomera
- Réalisation : Ruy Guerra
- Scénario : Ruy Guerra et Gabriel García Márquez
- Pays d'origine : Brésil
- Format : Couleurs - 35 mm - Mono
- Genre : drame
- Durée : 78 minutes
- Date de sortie : 1988

## Distribution
- Ney Latorraca : Orestes
- Cláudia Ohana : Fulvia
- Tônia Carrero : mère d'Orestes
- Chico Díaz : mari de Fulvia